# 구속성 예금
구속성 예금(拘束性預金)은 예금자가 자유롭게 인출할 수 없는 예금을 가리킨다. 구속성 예금은 금융기관 측에서 운용 자금으로 유리하게 쓰이지만, 예금자 측에서 보면 자금이 필요한 때에 쓸 수 없으므로 불리한 형태의 예금이다.

## 개요
보다 넓은 의미에서 채무자예금이라고도 불린다. 금융기관에서 자금을 차입한 채무자가 차입의 일정 비율을 그 금융기관에 예금의 형태로 예금하는 것이며 이 예금을 채무자예금이라고 한다. 따라서 어떤 의미에서는 기업 등 자금차입자(資金借入者)의 지불준비이기도 하며 체무자예금이 많은 것 그 자체가 금융면에서의 불건전성을 표시하는 것은 아니다. 그러나 금융기관이 중소기업 등 주로 대인 신용을 기초로 하여 대출을 행하고 있을 경우 4∼5할 전후의 예금을 적립시키는 수가 많으며, 이러한 경우에는 이미 채무자예금은 지불준비로서의 성격(compensation account 라고 불리는 것은 보통 지불준비로서의 성격을 가졌다)은 없고 오히려 금융기관에 동결되어버려 실제로는 그 부분만큼은 차입을 못한 것과 같게 된다. 그 결과 기업의 실질금리부담은 극히 고리(高利)가 된다.  즉 예를 들면 100만 원의 차입을 하고 50만 원을 예금으로 적립하게 되면 차입금리(借入金利)를 연 5%로 했을 경우에도 기업은 연 5만원의 금리를 지불하면서 실질은 50만 원밖에 사용할 수 없으므로 실질금리는 연 10%가 된다.
다만 구속성예금에 대해서 지불되는 금리(예를 들면 연 2.0%로 하면 1만 원)를 차인(差引)하면 지불금리로는 결국 4만원이 되어 실질금리는 연 8%가 된다.  이러한 구속성예금의 대표적인 것은 ① 보적(步積)과 ② 양건(兩建)이 있다. ① 보적예금은 금융기관이 어음할인의 형태로 자금의 대출을 행한 경우 그 일부를 예금시키는 것이며 ② 양건예금에서는 대부(貸付)의 형식으로 대출한 경우에 그와 대응 또는 그의 담보로서 예금시키는 것을 말하며 통장을 맡아 놓고 인출(引出)을 못하게 한다든가, 계약을 통해 정식 담보로 한다든가 단순히 구두약속으로 대출액 중의 몇 할을 예금시킨다든가 등의 갖가지 방법이 취해지고 있다.  이러한 보적(步積), 양건(兩建)에는 약간의 상관습적인 색채도 있고 또한 대출금리가 통제를 받고 있는 관계상 금융기관으로서도 보적, 양건의 비율을 조정함으로서 실질적으로 대출금리를 기업신용도에 의해 조정하고 있으며 담보력이 적은 중소기업에는 이러한 형태의 예금밖에는 금융기관으로서는 대출담보를 취할 수 없는 등의 사정도 있고 하여 필요악으로서의 일면도 있는 것이다.  그러나 기업의 수출경쟁력을 높이기 위한 방책으로서 금리부담을 한층 저감(低減)시킬 필요가 있어 우선은 구속성예금 중 특히 비정상적인 것에 대해서는 그 해소가 요망되고 있다.